# Robben Ford
Robben Ford, född 16 december 1951 i Woodlake i Tulare County i Kalifornien, är en amerikansk blues-, jazz- och rock-gitarrist.
Ford föddes i Woodlake, Kalifornien och växte upp i Ukiah. Han började ta gitarrlektioner vid 13 års ålder år 1965 och han köpte sin första gitarr när han fyllde 18 år 1969. Hans far Charles hade sitt eget Charles Ford Blues Band tillsammans med Robben och hans bröder Mark (munspel) och Patrick (trummor). Idag leder brodern Patrick Ford Blues Band, i vilket Volker Strifler spelar gitarr och sjunger. Strifler spelar även gitarr med Robben på skivor och turnéer.
Robben Ford blev fick sitt internationella genombrott när han spelade gitarr för Miles Davis på dennes turné år 1986, han blev speciellt uppmärksammad för att blanda blues och jazz på ett nytt dramatiskt sätt i sitt gitarrspel. Han har även spelat på skivor och turnéer med artister som Jimmy Witherspoon, George Harrison, Joni Mitchell, Tom Scott's L.A. Express och The Yellowjackets.
Ford släppte sitt första egna album år 1972, Discovering the Blues. Albumet Schizophonic gavs ut 1976. Det som anses vara hans bästa album The Inside Story kom 1979 och sålde guld år 1980.
Fyra år senare släppte han Words and Music (år 1983) och hans följande album var det självbenämnda Robben Ford som kom år 1986. Hans nästa album kallades Talk to Your Daughter och utgavs 1988. Detta album sålde guld år 1989. Hans släppte ett antal populära album på 90-talet, vilka inkluderar Handful of Blues, Blues Connotation och Tiger Walk och han markerade därmed en återgång till sina bluesorienterade rötter.
Robben Ford använder gitarrförstärkare från Dumble Amplifiers. Gitarrtillverkaren Fender tillverkar även en Robben Ford signaturguitarr.

## Diskografi
- Discovering the Blues (1972)
- The Charles Ford Band (1972)
- Schizophonic (1976)
- Jimmy Witherspoon & Robben Ford Live (1976)
- The Inside Story (1979)
- Love's a Heartache (1982)
- Robben Ford (1986)
- Talk to Your Daughter (1988)
- Robben Ford & the Blue Line (1992)
- Mystic Mile (1993)
- Handful of Blues (1995)
- Blues Connotation (1996)
- Tiger Walk (1997)
- Blues Collection (1997)
- The Authorized Bootleg (1998)
- su p ern a tu ral (1999)
- Sunrise (1999)
- A Tribute to Paul Butterfield (2001)
- Anthology: The Early Years (2001)
- Blue Moon (2002)
- Keep on Running (2003)
- Truth (2007)
- Soul on Ten (2009)
- Bullet with Renegade Creation (2012)
- Bringing It Back Home (2013)
- A Day in Nashville (2014)
- Into the Sun (2015)
- Purple House (2018)
- The Sun Room (2019)